# Wapen van Tibet
Het wapen van Tibet is het officiële symbool van de Tibetaanse regering in ballingschap in McLeod Ganj, nabij Dharamsala en van de Tibetaanse onafhankelijkheidsbeweging. In de Volksrepubliek China, inclusief de Tibetaanse Autonome Regio, is het wapen verboden.
Het wapen bevat verschillende elementen die ook in de vlag van Tibet voorkomen, zij het ietwat anders weergegeven. De belangrijke boeddhistische symbolen van de zon en de maan zijn boven een gestileerde weergave van het Himalayagebergte geplaatst, als symbool van Tibet, het Land Omringd door Besneeuwde Bergen. Aan de voet van de bergen staan twee sneeuwleeuwen, met daartussen de dharmachakra als symbool van Het Achtvoudige Pad. In het wiel bevindt zich een driekleurige juweel als symbool van de boeddhistische filosofie.